# Bombenanschlag in Kabul am 31. Mai 2017
Der Bombenanschlag in Kabul am 31. Mai 2017 wurde um 8:25 Uhr (Ortszeit) im Diplomatenviertel Wasir Akbar Chan von Kabul, Afghanistan, verübt, in dem sich auch der Präsidentenpalast und das Außenministerium befinden. Bei dem Anschlag wurden mindestens 150 Menschen getötet und mehr als 400 verletzt, darunter auch Angehörige der deutschen Botschaft.

## Tathergang
Ein mit geschätzt 1500 kg Sprengstoff präparierter Abwassertanklaster detonierte in der Nähe des Sanbak-Platzes im 10. Bezirk vor einem Checkpoint. Teils massive Beschädigungen erlitten die Botschaften von Bulgarien, Deutschland, Frankreich, Indien, Japan, der Türkei und den Vereinigten Arabischen Emiraten sowie das NATO-Hauptquartier. Mehr als 50 Fahrzeuge wurden zerstört oder beschädigt.

## Täter
Die Hintergründe des Anschlags sind noch ungeklärt. Die Taliban distanzierten sich von  dem Anschlag und erklärten, er sei nicht ihr Werk. In Kabuler Militärkreisen wurde vermutet, das Haqqani-Netzwerk könnte hinter dem Anschlag stehen. Das Netzwerk unter dem Anführer Siradschuddin Haqqani ist eng mit den Taliban verbunden.

## Opfer
Am Nachmittag des Anschlagtages nannte Sedik Seddiki, Sprecher der afghanischen Regierung, eine Zahl von 49 Toten und 319 Verletzten. Die genannten Zahlen erhöhten sich später zunehmend.

## Reaktionen
Der Präsident Afghanistans, Aschraf Ghani, verurteilte den Anschlag als „Verbrechen gegen die Menschlichkeit“.
Die deutsche Bundesregierung sagte einen Abschiebeflug ab, der am Abend nach Kabul hätte starten sollen. Die Absage wurde damit begründet, die Botschaftsmitarbeiter stünden nicht zur Verfügung. Menschenrechtsorganisationen in Deutschland sowie Politiker von Bündnis 90/Die Grünen und der Linken forderten einen vollständigen Stopp für Abschiebungen nach Afghanistan, wie er in Deutschland nur für Syrien gilt. Am 1. Juni wurde bei einem Treffen von Angela Merkel und den Regierungschefs der Bundesländer beschlossen, vorerst nur noch Kriminelle nach Afghanistan abzuschieben. Bis zum Juli solle eine neue Lagebeurteilung zur Bewertung der Möglichkeit von Abschiebungen von der dortigen Botschaft erstellt werden.
Die Deutsche Gesellschaft für Internationale Zusammenarbeit ließ nach dem Anschlag nahezu ihr gesamtes deutsches und internationales Personal aus Afghanistan ausfliegen.